# Hipposideros srilankaensis
Hipposideros srilankaensis és una espècie de ratpenat de la família dels hiposidèrids. És endèmic de Sri Lanka. Es diferencia de les altres espècies del gènere Hipposideros (incloent-hi l'hiposideri de Cantor, del qual fou separat) per l'amplada de la fulla nasal, la forma de les orelles, la morfologia del crani i la genètica. El nom específic srilankaensis significa ‘singalès’ en llatí. Com que fou descoberta fa poc, l'estat de conservació d'aquesta espècie encara no ha estat avaluat formalment.